# Avatar: The Last Airbender Trading Card Game
Avatar: The Last Airbender Trading Card Game là một trò chơi thẻ bài sưu tập do Upper Deck Entertainment phát hành, dựa trên loạt phim hoạt hình cùng tên của Nickelodeon.

## Bối cảnh và phát triển
Trò chơi được phát hành vào năm 2006, nhằm khai thác độ phổ biến của loạt phim gốc. Upper Deck Entertainment, nổi tiếng với việc sản xuất trò chơi thẻ bài như Yu-Gi-Oh! Trading Card Game, đã phát triển trò chơi này với mục tiêu thu hút các fan trẻ tuổi của loạt phim.

## Lối chơi
Người chơi sử dụng các bộ bài để chiến đấu chống lại nhau trong những cuộc đối đầu giả lập. Mỗi bộ bài bao gồm các nhân vật, chiến thuật và kỹ năng lấy cảm hứng từ loạt phim. Trò chơi yêu cầu người chơi lên kế hoạch và sử dụng chiến thuật một cách hiệu quả.

## Phát hành
Trò chơi được phát hành với nhiều gói bài mở rộng và các bộ starter pack nhằm giới thiệu người chơi mới. Tuy nhiên, tổng số bộ phát hành và thời gian tổng thể hoạt động của trò chơi không kéo dài, và nó đã ngừng phát hành sau một thời gian ngắn.

## Di sản
Mặc dù văn hóa sưu tập thẻ bài tiếp tục phát triển, trò chơi Avatar: The Last Airbender Trading Card Game trở thành một sản phẩm khá hiếm và được tìm kiếm bởi một bộ phận fan trung thành của loạt phim và nhà sưu tập.